# آغجه
آغجه، روستایی در دهستان اترک بخش مرکزی شهرستان مانه در استان خراسان شمالی ایران است.

## جمعیت
بر پایه سرشماری عمومی نفوس و مسکن در سال ۱۳۹۵، جمعیت این روستا برابر با ۲۸۸ نفر (۸۰ خانوار) بوده‌است.